# Tichon (Jemeljanov)
Tichon (světským jménem: Leonid Grigorjevič Jemeljanov; * 2. června 1948 Voroněž) je ruský duchovní Ruské pravoslavné církve a emeritní metropolita vladimirský a suzdalský.

## Život
Narodil se 2. června 1948 ve Voroněži.
Po absolvování střední školy a vojenské služby se stal oltáříkem chrámu Pokrova přesvaté Bohorodice ve městě Pereslavl-Zalesskij.
Roku 1974 nastoupil na Moskevský duchovní seminář.
Dne 10. října 1976 se stal členem Vydavatelského odboru Moskevského patriarchátu.
Dne 4. prosince 1978 byl arcibiskupem volokolamským Pitirimem (Něčajevem) rukopoložen na diákona a jmenován vedoucím oddělení Cerkovnoj žizni redakce Žurnala Moskovkoj Patriarchii.
Dne 19. března 1981 jej představený Trojicko-sergijevské lávry archimandrita Ieronim (Zinovjev) postřihnul na monacha se jménem Tichon na počest svatého Tichona Zadonského. Stejného dne jej arcibiskup dmitrovský Volodymyr (Sabodan) rukopoložil na jeromonacha.
Roku 1981 dokončil Moskevskou duchovní akademii.
V letech 1983–1986 byl prvním zástupcem hlavního redaktora Vydavatelského odboru Moskevského patriarchátu.
Dne 4. července 1994 byl povýšen na archimandritu
Podle jeho vlastních slov byl roku 1986 pozván do služby zástupce Oddělení vnějších církevních vztahů, což odmítl a zůstal bez církevních funkcí.
Od roku 1986 žil v Trojicko-sergijevské lávře a poté v monastýru Danilov, kde byl asistentem ekonoma a následně ekonomem.
Dne 12. května 1987 byl jmenován představeným monastýru Danilov.
Dne 25. ledna 1990 jej Svatý synod zvolil biskupem novosibirským a barnaulským. Dne 19. srpna 1990 proběhla v fhaamu Zjevení Páně v Moskvě jeho biskupská chirotonie. Světiteli byli patriarcha moskevský Alexij II., metropolita krutický a kolomenský Juvenalij (Pojarkov), arcibiskup kalužský a borovský Kliment (Kapalin), biskup istrijský Arsenij (Jepifanov) a biskup podolský Viktor (Pjankov).
Dne 26. února 1994 mu byl v souvislosti se zřízením samostatné barnaulské eparchie změněn titul na novosibirský a tomský.
Dne 16. července 1995 se stal předsedou Vydavatelské rady Moskevského patriarchátu, biskupem bronnickým a vikářem moskevské eparchie.
Od 28. srpna 1995 do 28. prosince 2000 byl představeným chrámu Všech svatých ve Vsjechsvjatskom (Moskva).
Dne 25. února 2000 byl patriarchou Alexijem povýšen na arcibiskupa.
Dne 28. prosince 2000 se stal arcibiskupem novosibirským a berdským.
Dne 28. prosince 2011 byl jmenován do čela novosibirské metropole. Dne 8. ledna 2012 byl patriarchou Kirillem povýšen na metropolitu.
Dne 28. prosince 2018 byl převeden na vladimirskou katedru.
Dne 30. května 2019 byl potvrzen ve funkci představeného monastýru Narození přesvaté Bohorodice ve Vladimiru a 24. září 2021 se stal představeným Bogoljubského Aleyijevského monastýru.
Dne 27. prosince 2024 byl Svatým synodem penzionován z důvodu dosažení kanonického věku 75 let. Jako místo pobytu mu byla určena Moskva.